# Skruepalme-ordenen
Skruepalme-ordenen (Pandanales) er med opstillingen af APG III systemet (2009) blevet godkendt med hensyn til indplaceringen af familier.
| Familier |

- Cyclanthaceae
- Skruepalme-familien (Pandanaceae)
- Stemonaceae
- Triuridaceae
- Velloziaceae